# Damon gracilis
Espèce
Damon gracilis est une espèce d'amblypyges de la famille des Phrynichidae.

## Distribution
Cette espèce se rencontre en Angola et en Namibie.

## Publication originale
- Weygoldt, 1998 : Mating and spermatophore morphology in whip spiders (Phrynichodamon scullyi (Purcell, 1901), Damon gracilis nov. spec., Damon variegatus (Perty, 1834), and Euphrynichus bacillifer (Gerstaecker, 1873)) (Arachnida: Amblypygi: Phrynichidae). Zoologischer Anzeiger, vol. 236, no 4, p. 259-276.